# 980.
980. je deveto desetletje v 10. stoletju med letoma 980 in 989. 